# Howli
Howli is een dorp in het district Barpeta van de Indiase staat Assam. 

## Demografie
Volgens de Indiase volkstelling van 2001 wonen er 15.958 mensen in Howli, waarvan 52% mannelijk en 48% vrouwelijk is. De plaats heeft een alfabetiseringsgraad van 63%. 